# Kuralaid
Kuralaid est une île située dans le comté de Pärnu, à trois kilomètres de Kadaka, en Estonie.